# Haute-Sanaga
 Haute-Sanaga  ist ein Département der Provinz Centre in Kamerun.
Auf einer Fläche von 17.196 km² leben nach der Volkszählung 2001 11.854 Einwohner. Die Bezirkshauptstadt ist Nanga-Eboko.

## Gemeinden
- Bibey
- Lembe-Yezoum
- Mbandjock
- Minta
- Nanga-Eboko
- Nkoteng
- Nsem